# Woronino (rejon charowski)
Woronino (ros. Воронино) – wieś w Rosji, w rejonie charowskim obwodu wołogodzkiego. W 2010 r. liczyła 6 mieszkańców.